# 奧托三世 (勃蘭登堡)

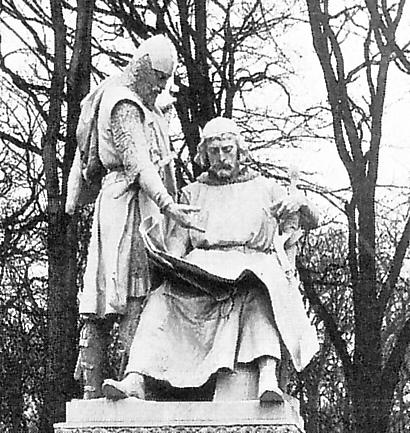
聳立於柏林勝利大道（Siegesallee）約翰一世及奧托三世紀念碑

奧托三世（1215年—1267年10月9日），阿斯坎尼王朝勃蘭登堡藩侯（1220年—1267年在位），被稱為「虔誠者」。大熊阿爾布雷希特一世之曾孫，阿爾布雷希特二世與妻子格羅伊奇的瑪蒂爾達的次子。與兄長約翰一世共同統治勃蘭登堡。

## 攝政時代
父親阿爾布雷希特二世於1220年逝世時，奧托三世及其年長兩歲的兄長約翰一世仍未成年。最初由馬德堡大主教阿爾布雷希特一世擔任攝政。1221年，母親格羅伊奇的瑪蒂爾達取代了阿爾布雷希特一世成為攝政。1225年，瑪蒂爾達去世後，兩兄弟被宣布為合法的成年人，開始共同統治勃蘭登堡。

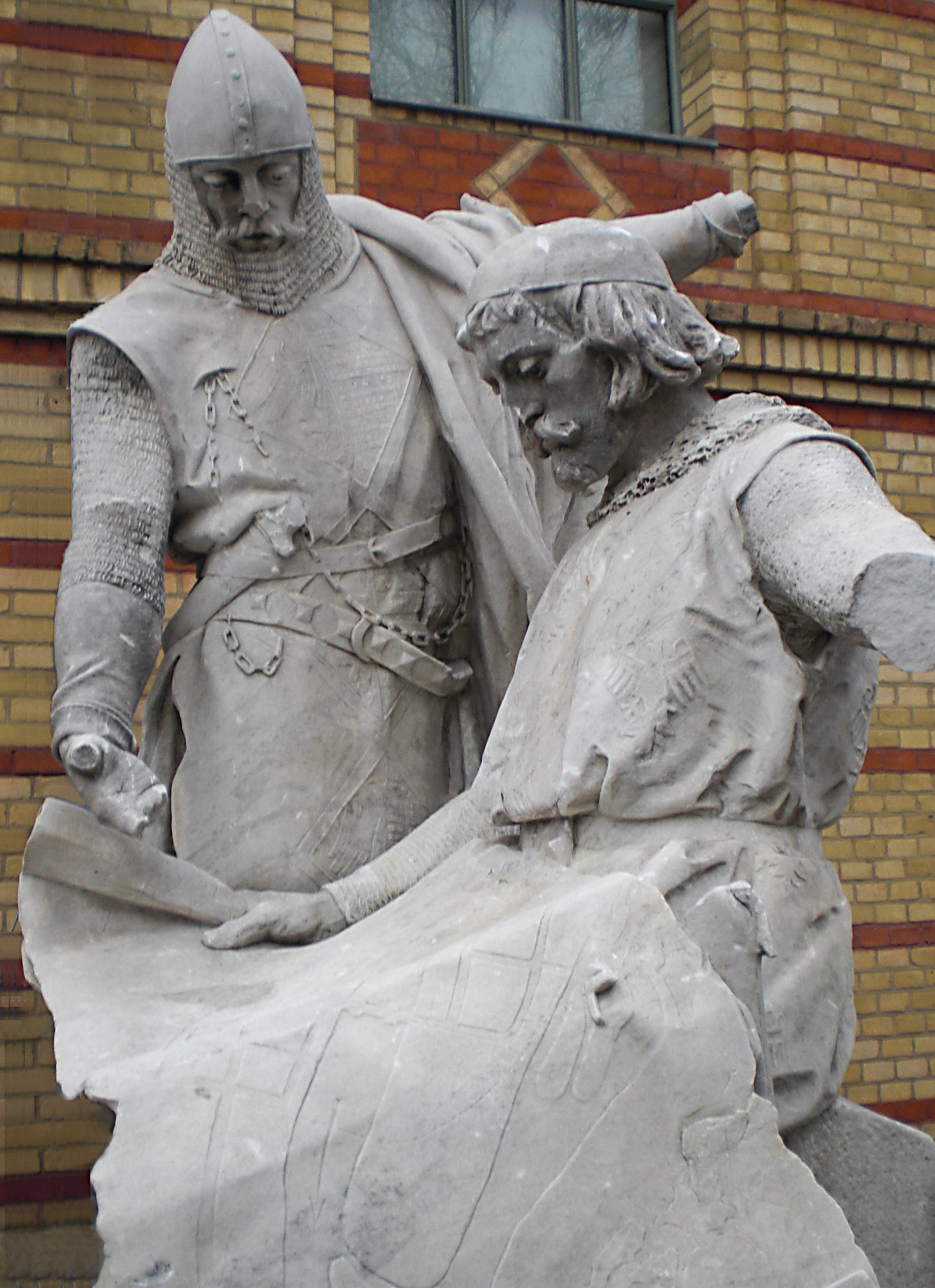
紀念碑現放於施潘道城堡的約翰一世（坐下者）及奧托三世（站立者）正在研究柏林及Cölln的城市規劃草圖

## 統治期間
二人共治期間，最卓越的政績是擴張勃蘭登堡領地，吞併泰尔托的其餘的部分和巴尔尼姆、烏克馬克、施塔加德領地、萊布斯土地和奧得河東部盧布林部分地區。他們鞏固了勃蘭登堡在神聖羅馬帝國的地位，1256年的羅馬人民的國王選舉中，奧托三世作為其中一位候選人，可見一班。兩人興建了多個城市和發展了Cölln和柏林兩個姊妹城市。他們擴大了在附近的施潘道的阿斯坎尼城堡，作為自己的首選居住地。

## 家庭
1244年，奧托三世與波希米亞國王瓦茨拉夫一世的女兒鮑日娜結婚。他們生了六個兒女:
1. 約翰三世 (1244年－1268年)
2. 奧托五世 (約1246年－1298年)
3. 阿爾布雷希特三世(約1250年－1300年)
4. 奧托六世 (約1255年－1303年)
5. 庫尼貢德(1292年逝世)，先後於1264年嫁給斯拉沃尼亞公爵貝拉(1245年－1269年)及於1273年嫁給林堡公爵沃爾倫四世
6. 瑪蒂爾達(1316年逝世)，於1266年嫁給波美拉尼亞巴爾尼姆縣一世 (約1218年－1278年)

## 後代分治
他們二人去世之前，把勃蘭登堡分成約翰系（勃蘭登堡-施滕達爾藩侯）和奧托系（勃蘭登堡-薩爾茲維德爾藩侯）兩部分。1267年，奧托三世於哈弗爾河畔勃蘭登堡逝世。雖然傳統阿斯坎尼家族傳統上埋葬在奧托的領地中的萊寧修道院。奧托寧願被埋葬在自己於1252年在施特勞斯貝格創立的道明會修道院。
當勃蘭登堡被劃分為兩部分，約翰一世收到施滕達爾和阿爾特馬克兩地，這些地區被認為是勃蘭登堡的「搖籃」，並會直到1806年仍是勃蘭登堡的管轄範圍。他還獲得了哈弗尔兰和烏克馬克的一部分。弟弟奧托三世收到的施潘道，薩爾茨韋德爾，巴爾尼姆的盧布斯卡地區及斯塔爾加爾德。這次劃分最重要的因素是收入和附庸的數量。地理因素只是其次。勃蘭登堡藩侯的繼承者其實是約翰一世的嫡系兒子奧托四世、孫子瓦爾德馬一世及（孩童）亨利二世。奧托的兒子和孫子與及約翰一世的小兒子雖然也稱呼自己為「勃蘭登堡藩侯」，繼而共同簽署官方文件。例如約翰一世的兒子約翰二世和康拉德一世共同簽署了1273年將約翰一世遺體轉移到Mariensee修道院的決定。但是，他們其實只是「共同攝政」而已。
| 奧托三世 (勃蘭登堡) 阿斯坎尼王朝出生于：約1213年逝世於：1266年4月4日 | 奧托三世 (勃蘭登堡) 阿斯坎尼王朝出生于：約1213年逝世於：1266年4月4日 | 奧托三世 (勃蘭登堡) 阿斯坎尼王朝出生于：約1213年逝世於：1266年4月4日 |
| 統治者頭銜                                                           | 統治者頭銜                                                           | 統治者頭銜                                                           |
| -------------------------------------------------------------------- | -------------------------------------------------------------------- | -------------------------------------------------------------------- |
| 前任： 阿爾布雷希特二世                                              | 勃蘭登堡藩侯 1220年—1267年 與約翰一世共治（1220年—1266年）           | 繼任： 奧托四世                                                      |